# Канлиева къща
Канлиевата къща (на гръцки: Οικία Κανλή) е историческа постройка в град Правища (Елевтеруполи), Гърция. В 1981 година сградата е обявена за паметник на културата като „забележителен пример за македонска архитектура“.

## Местоположение
Сградата е част от Стария град на Правища и е разположена на улица „Мегас Александрос“ № 21. Собственост е на семейство Канлис.

## Архитектура
Състои се от приземие и етаж. Приземният етаж на сградата е без отвори и е укрепен, докато етажът има отвори. Особен интерес представлява основната фасада на сградата, на която етажът стърчи триъгълно, образувайки два ъгъла, разположени симетрично около централна ос, а на отстъпването на фасадата между двата ъгъла е създаден балкон с метален парапет. Централната ос на симетрията също е подчертана от полукръгъл фронтон с украсен тимпан, изработен от дърворезбована розета и спирали. Сградата има неокласически морфологични елементи, като дървените колони, които подчертават ъглите и центъра на фасадите, и дървения назъбен корниз, който обгражда фасадите под корниза на покрива.